# Lydie Barbarian
Lydie Barbarian est une journaliste et  rock-critique française qui débute à Paris pour Libération au contact de la scène indépendante alternative post-punk du début des années 1980 ou elle fréquente les Cure et autres groupes émergents. Elle vit  ensuite à Londres, et  devient durant les années 1990   animatrice à la BBC, connue en France pour ses duplex "en direct de la BBC" avec Bernard Lenoir.
Elle programmait entre autres, du rock indépendant, de la Britpop mais aussi des morceaux un peu plus « bruitistes » que ceux que programmait habituellement Bernard Lenoir.
Elle est l'autrice du livre Ten Imaginary Years (avec Steve Sutherland et Robert Smith), qui retrace avec précisions et maintes anecdotes les dix premières années du groupe The Cure (de 1976 à 1986).
Elle fut de 1986 à 1996 la femme de Damian O'Neill (en) (Undertones, That Petrol Emotion).